# Україна на пісенному конкурсі Євробачення 2005
Україна взяла участь у 50-му пісенному конкурсі Євробачення, що відбувся 2005 року у Києві, Україна. НТКУ провела національний відбір, за підсумками якого Україну на пісенному конкурсі представили гурт Greenjolly з піснею «Разом нас багато, нас не подолати». Україна виступала одразу у фіналі, так як минулого року здобула перемогу. Пісня у фіналі набрала 30 балів, посівши 19-е місце — це став найгірший результат в історії України на Євробачення до 2017 року

## Національний фінал відбору
Заявки на участь у конкурсі подали понад 200 виконавців, від яких НТКУ отримала 527 пісень. Потім журі звузило коло півфіналістів до 75:
1. Вікторія Васалатій
2. «Помаранч»
3. Аліна Стародумова
4. Наталія Радко
5. Юлія Клім
6. Костянтин Пона
7. Артур Кульпович
8. Назар Савко
9. Аліна Горностаєва
10. «Нота-нео»
11. Ігор Круглов
12. Таліта Кум
13. Вєрка Сердючка
14. Аніта Гезо
15. Таяна
16. Катя Козирєва
17. «Emotion»
18. Тетяна Ліберман
19. Ігор Балан
20. «Мандариновий рай»
21. «Radio SSB»
22. «Протівогаз»
23. Тіана Раві
24. Михайло Санін
25. Олена Синчук
26. «Калич»
27. Вероніка
28. Анна Олга
29. «A-era»
30. Федор
31. Ольга Нека
32. Юлія Забродська
33. «The Best»
34. Леся Горова
35. Альона Вінницька
36. Катя Чілі
37. Stereoliza
38. Юлія Вдовенко
39. Артьом
40. Юрій Юрченко
41. Ансамбль «Воля»
42. «Далеко»
43. Man Sound
44. Борис Глєбов
45. Марина Кузьміна
46. «Оркестр Янки Козир»
47. Катерина Малая
48. Іванна Мелай
49. «Ledi Bird»
50. Анжеліка Рудницька
51. Оксана Рудик
52. ВІА «Харлі»
53. «Gыndul Mыцег»(інші мови)
54. «Хвилю тримай»
55. Віктор Павлік
56. Майя
57. Ірина
58. Оленка
59. «Lourdes»
60. Марина Лаврищева
61. Дарія Сумська
62. Юлія Прядко
63. Roma Polonsky
64. «Еліксир»
65. Ані Лорак
66. Потап
67. Ірина Ярина
68. Інеш
69. Анна Скибало
70. Юля Коржинська
71. Kenzano
72. «Вхід у змінному взутті»
73. Юлія Бодай
74. Юлія Огрохіна
75. Катя Попова

Півфінали відбувалися у наступному вигляді: п'ятнадцять прямих ефірів (раз на тиждень) по п'ять пісень у кожному, починаючи з 1 листопада 2004 року, в кожному з глядачі обирали найкращу пісню тижня протягом п'ятнадцяти тижнів. П'ятнадцять переможці потрапили до національного фіналу, що відбувся 27 лютого 2005. Після перемоги Помаранчевої революції за пропозицієї новопризначеного віце-прем'єр міністра з гуманітарних питань Миколи Томенка до числа фіналістів без попереднього відбору було додано низку гуртів Майдану, проте лише ті, що не брали участі у попередніх стадіях відбору. Зокрема гурт «Ґринджоли». Під час фіналу всупереч традиції було оголошено проміжні результати, за якими лідирувала фаворитка відбору Ані Лорак, проте остаточні результати показали перемогу аматорського гурту «Ґринджоли», що викликало резонанс у суспільстві.
Отже, нашу державу представляли «Ґринджоли» з піснею «Разом нас багато» — неофіційним гімном Помаранчевої революції. Оскільки Євробачення є аполітичним, тому музиканти дещо пом'якшили свою композицію та зробили її більш соціальною. У підсумку європейські глядачі не оцінили вокалу гурту і він у підсумку 19 сходинку — до 2017 року найнижчу за увесь час участі України на конкурсі.
| №  | Пісня                    | Виконавець      | Бали | Місце |
| -- | ------------------------ | --------------- | ---- | ----- |
| 1  | «Відлітай»               | Stand.Up        | 139  | 8     |
| 2  | «My angel»               | НеДіля          | 54   | 13    |
| 3  | «Оттай»                  | Таяна           | 19   | 17    |
| 4  | «Не спи моя рідна земля» | Мандри          | 142  | 7     |
| 5  | «Ночной город»           | Экс-президенты  | 41   | 14    |
| 6  | «Патріот»                | Yurcash         | 342  | 3     |
| 7  | «Позавчора»              | Tiana Ravi      | 19   | 17    |
| 8  | «Час прийшов»            | De Shifer       | 341  | 4     |
| 9  | «Забери меня»            | Фоксі           | 23   | 15    |
| 10 | «Світ за вікном»         | Віктор Павлік   | 60   | 12    |
| 11 | «Паперовий човен»        | Гаврилас        | 15   | 19    |
| 12 | «Наше літо»              | Тартак          | 342  | 5     |
| 13 | «Знаки питання»          | Далеко          | 110  | 9     |
| 14 | «A Little Shot of Love»  | Ані Лорак       | 1952 | 2     |
| 15 | «Лови мене»              | Таліта Кум      | 105  | 10    |
| 16 | «Ветер»                  | Lourdes         | 23   | 15    |
| 17 | «Freedom»                | Юлія Коржинська | 62   | 11    |
| 18 | «Земля родная»           | Воля            | 342  | 5     |
| 19 | «Разом нас багато»       | Ґринджоли       | 2247 | 1     |

## На Євробаченні
Україна виступала 16-ю, після Македонії і перед Німеччиною. «Разом нас багато» набрала 30 балів (у тому числі максимальні 12 балів від Польщі). Україна віддала свої 12 балів Молдові. Українською речницею, яка оголосила, за кого проголосувала Україна, стала ведуча Марія Орлова.
| 12 балів | 10 балів  | 8 балів      | 7 балів | 6 балів |
| -------- | --------- | ------------ | ------- | ------- |
| - Польща | - Молдова | - Португалія |         |         |
| 5 балів  | 4 бали    | 3 бали       | 2 бали  | 1 бал   |
|          | - Іспанія |              | - Росія |         |